# Yorkshire
För andra betydelser, se Yorkshire (olika betydelser).

Den vita ros som traditionellt symboliserat både huset York och Yorkshire.

Yorkshires flagga.

Yorkshire är med en yta på omkring 15 000 km² det största traditionella engelska grevskapet. Det ligger i nordöstra England vid Nordsjön. Området är numera uppdelat i de ceremoniella grevskapen North Yorkshire (8 654 km²) och East Riding of Yorkshire (2 479 km²) samt storstadsområdena West Yorkshire (2 039 km²) och South Yorkshire (1 560 km²). Huvuddelen av grevskapet ligger i regionen Yorkshire och Humber. Yorkshires mineraltillgångar tillsammans med dess textilnäring blev grunden för den viktiga industriregionen i söder kring städer som Leeds och Sheffield.
Den inofficiella grevskapshymnen heter On Ilkla Moor Baht 'at (lokal dialekt av engelska: "På Ilkley Moor utan en hatt"), en folkvisa från ungefär 1876.

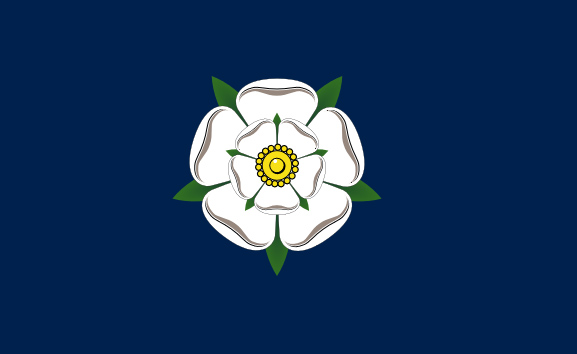

## Geografi
I västra Yorkshire ligger bergskedjan Penninerna. Dess, och Yorkshires, högsta punkt heter Mickle Fell (788 m) och ligger i nordväst. Till öster om bergskedjan ligger Yorkdalen. Penninerna avvattnas av ett stort antal floder. I norr utgjorde Tees historiskt gränsflod mot Durham. De flesta övriga floderna, bland annat River Ure, Nidd, Wharfe, Aire och River Calder utgör bifloder till Ouse. Ouse och Trent rinner samman och bildar Humber, en bred flodmynning. Norr om Humber ligger slättområdet Holderness. 
De sydvästra delarna är de mest tätbefolkade med städer som Sheffield, Leeds och Bradford. På Humbers norra sida ligger Kingston upon Hull.

## Historia
Precis som övriga Storbritannien blev Yorkshire erövrat av nya folk vid flera tillfällen under förhistorisk tid. Så kom jordbruk att införas i området, troligen av folk som härstammade från Medelhavet. Omkring 2000 f.Kr. införde folk som tillhörde trattbägarkulturen bronshantering. Omkring 300 f.Kr. erövrades området av kelterna som medförde sig förmågan att hantera järn. De kelter som bodde i området vid romarnas ankomst och framåt kallade sig briganter. 
Romarna tog kontroll över Yorkshire och anlade York 71 e. Kr. Staden kom att, efter London, bli romarnas viktigaste i Storbritannien. Romarna byggde ett stort antal vägar i Yorkshire, bland annat gick den viktigaste nordsydliga vägen genom Yorkshire. Utöver York har bland annat Doncaster, Ilkley, och Tadcaster romerskt ursprung. 
Efter romarrikets fall bildades det keltiska kungariket Elmet som troligen täckte en stor del av nuvarande West Yorkshire. I området kring Holderness bildades det angliska kungariket Deira som efter hand erövrade större och större delar av Yorkshire, bland annat Elmet. Under början av 600-talet kom Deira att slås samman med Bernicia och bilda Northumbria. Dess kung, Edwin av Northumbria övergick 627 till kristendomen. En senare kung, Oswiu, höll 664 synoden i Whitby där den engelska kyrkans framtid bestämdes. York kom att återfå sin betydelse och blev ett betydande lärdomscentrum. Till skillnad från kelterna som bosatt sig på olika höjder föredrog anglerna dalgångarna.

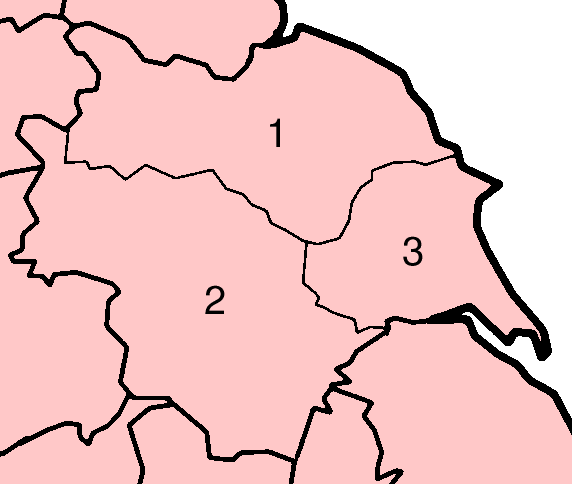
Karta över Yorkshire med riding-gränserna utsatta

En dansk flotta landsteg 865 i Storbritannien och 867 erövrades Yorkshire. De skapade ett kungarike med centrum i York. Det rikets gränser har sedan dess i huvudsak bevarats genom att Yorkshires gränser. Det var också troligen under den perioden som Yorkshire blev uppdelat i tre ridings(tredjedelar): West Riding of Yorkshire, East Riding of Yorkshire och North Riding of Yorkshire. De danskar som bosatte sig i Yorkshire gjorde detta ofta i nya byar mellan de anglosaxiska byarna. Vikingakungadömet kom att bestå till 954, även om det under senare tid snarast var ett lydrike under Wessex. 
Efter normandernas erövring av England 1066 skedde flera uppror i Yorkshire och omgivande områden. Efter ett uppror 1069 understött av danskar kom Vilhelm Erövraren att genomföra en mycket blodig kampanj i området för att statuera exempel. Kampanjen brukar kallas the Harrying of the North (svenska: Härjandet av norra England) och medförde att ett mycket stort antal städer och orter förstördes. Det tog flera generationer innan effekterna av härjandet klingat av och städerna återbefolkats. De normandiska adelsmän som fick område i Yorkshire var: Roger de Busli, William de Warenne, Ilbert de Lacy, Ralph Pagenel, Robert Malet, Ralph de Mortimer, Drogo, William de Percy, Gilbert Tison, Roger de Poitou, jarl Hugh, geve Mortain och greve Alan.

### Allmänna källor
- Tate, W. E. och Singleton, F.D. (1974). A History of Yorkshire. Old Woking: Phillimore. ISBN 0-85208-069-7